# Фур (брандер)
«Фур», «Фури» или «Фейр» (от нидерл. vuur — огонь) — брандер Балтийского флота России, один из четырёх брандеров типа «Крокодил», участник Северной войны 1700—1721 годов. Судно находилось в составе флота с 1707 года, принимало участие в действиях флота у Кроншлота.

## Описание брандера
Один из четырёх парусных брандеров с деревянным корпусом типа «Крокодил», строившихся на верфи в Селицком рядке как шнявы, однако после спуска на воду в 1707 году переоборудованные в брандеры. Длина брандера составляла 19,8 метра, а ширина — 5,2 метра. Артиллерийское вооружение судна составляли четыре 3-фунтовых орудия, а экипаж состоял из 30 человек.
Имя брандера было образовано от голландского слова vuur — огонь.

## История службы
Судно «Фур» было заложено на стапеле верфи в Селицком рядке как шнява, однако после спуска на воду в 1707 году было переоборудовано в брандер и вошло в состав Балтийского Флота России.
Брандер принимал участие в Северной войне 1700—1721 годов. В кампанию 1707 года в эскадре под общим командованием вице-адмирала К. И. Крюйса выходил к Кроншлоту и совершил первое крейсерское плавание до Красной Горки.
В списке «судов царского флота», находившегося в мае 1708 года на якорях в тридцати верстах от Санкт-Петербурга между островом Ричарда и Кроншлотом под общим командованием генерал-адмирала Ф. М. Апраксина и вице-адмирала К. И. Крюйса, составленном английским дипломатом Чарльзом Уитвортом, брандер фигурирует в составе отряда из 6 брандеров, состоявшего из брандеров «Флам», «Гора Этна», «Фейр» и трёх неидентифицированных брандеров.

## Командиры брандера
Командирами брандера «Фур» в составе Российского императорского флота в разное время служили:
- поручик А. Фандерговен[комм. 3] (1707 год)[4][7].

### Комментарии
1. ↑  Всего в рамках серии было построено 4 судна: «Крокодил» (головное судно проекта), «Флам», «Фур» и «Эгель»[1].
2. ↑  Всего в списке фигурирует 12 линейных кораблей с 372 орудиями и 1540 членами экипажей, 8 галер с 64 орудиями и 4000 членами экипажей, 6 брандеров, 2 бомбардирских корабля и 305 мелких судов[5].
3. ↑  В оригинале — Andrean Van-der-Gooven[7].